# Nikos Kachtitsis
Nikos Kachtitsis (en grec moderne : Νίκος Καχτίτσης), né le 26 février 1926 à Gastoúni et mort le 25 mai 1970 à Patras, est un écrivain grec et canadien montréalais trilingue (grec, français et anglais).

## Biographie
Il est né en 1926 à Gastoúni, petit village au nord-ouest de la péninsule du Péloponnèse. Il est le deuxième fils et le septième et dernier enfant de Thomas et Melpomeni Kachtitsis. Le père, chef de gare, est originaire de l'Épire (plus au nord); la mère vient de la grande île voisine, Zakynthos.
Il fréquente l'école secondaire de Pyrgos, puis celle de Patras. Ses études sont interrompues par l'entrée en guerre de la Grèce en 1940 ; il les termine pendant l'occupation italo-allemande (1941-1944). À l'école secondaire, il apprend l'anglais et le français et se lie d'amitié avec des compagnons qui partagent sa passion pour la littérature et les arts en général. Plus tard, il a des relations épistolaires avec plusieurs de ses amis d'enfance, dont les poètes Takis Sinopoulos, Georges Pavlopoulos et Socrates Kapsaskis, le peintre Thanasis Exarhopoulos et le psychiatre Dinos Iliopoulos.
Après l'occupation nazie et la guerre civile en Grèce, Nikos Kachtitsis fait son service militaire, puis (en 1952) s'exile pour le travail au Cameroun, où il est comptable dans l'entreprise britannique Paterson-Zochonis (1953-1955). Amoureux d'une femme, il la suit à Montréal (au Canada), en 1956. Trilingue (grec, français et anglais), il travaille comme enseignant et traducteur, interprète judiciaire, commis dans une agence de voyages. En marge de ses activités, il fonde une revue trilingue, Le Palimpseste, qui n'aura cependant que deux numéros. Il fonde aussi sa maison d'édition, Anthelion, dans le sous-sol de sa maison d'Outremont, mais ne peut publier qu'en anglais, parce qu'il ne trouve pas de caractères grecs pour sa typographie. L'édition en Grèce de son roman de quelque 300 pages, O iroas tis Gandis (Le Héros de Gand), interrompue en 1967 par le coup d'État du 21 avril, est reprise à Montréal et tirée à 500 exemplaires sur les presses du journal La Tribune grecque-canadienne.
En 1970, se sachant atteint d'une implacable leucémie, à 44 ans, il retourne terminer ses jours en Grèce et meurt, peu après, à l'hôpital de Patras. Sa veuve, Thalia, et son fils, Thomas (né en 1962), habitent toujours Montréal lorsque, quarante ans plus tard, en 2010, y paraît la traduction française, qu'ils souhaitaient depuis aussi longtemps, de son roman le plus volumineux, Le Héros de Gand.

## Œuvres
- (el) en Grèce : 
  - Νίκος Καχτίτσης, Ποιοι οι φίλοι, 1959.

— (Nikos Kachtitsis, Poioi oi philoi : "Which Friends", short stories / « Qui sont les amis », nouvelles)
  - … 1960. — (Nikos Kachtitsis, … : "The Ugly Beauty" / « La vilaine beauté »)
  - … 1960. — (Nikos Kachtitsis, … : "The Day Dream" / « Le rêve du jour »)

- Nikos Kachtitsis, L'Hôtel Atlantic (roman, première édition : en grec, à Salonique, en 1964), 1re édition en français, traduction de Effi Hadziforou, Éditions Hatier, 1995, 123 p.  (ISBN 2-2187-0502-8 et 978-2-2187-0502-1)

- (en) Nikos Kachtitsis, Vulnerable Point: Fourteen Poems of Youth, 1949.
— Quatorze poèmes de jeunesse, recueil finalement édité par lui, en anglais, à Montréal, en 1968.

- (el) Nikos Kachtitsis, Ο Ηρωας τηs Γανδης (O iroas tis Gandis), Montréal, Λοτοφαγος (Lotophagos : "Lotus Eaters" / « Mangeurs de lotus »),‎ 1967
  - Nikos Kachtitsis, Le Héros de Gand (traduction de Fred A. Reed et Jacques Bouchard; postface de Lakis Proguidis), Boréal, 2010, 339 p.  (ISBN 978-2-7646-2050-2)

- (el) Γιώργος Δανιήλ, Ο λεπιδοπτερολόγος της αγωνίας - Νίκος Καχτίτσης : Εισαγωγή στη ζωή του * ′ Ανέκδοτες ′ επιστολές * Πρωτότυπα Kείμενα - Επιμέλεια: Ε. Χ. Γονατάς, Εκδόσεις Νεφέλη, Αθήνα, 1981, 242 p.
— (George Thaniel, 1938-1991, O Lepidopterologos tis Agonias : "Suffering of The Lepidopterist" / « La détresse du spécialiste du papillon ») (Nefeli Publishing, Athena)
(en)  "This volume, that looks particularly aesthetic thanks to the care lavished on it by E. C. Gonatas, includes an essay on the life of Kachtitsis, thirty letters, three English works with their translation in Greek, bibliographies, photos and fascimiles of title pages from some of Kachtitsis's publications[3]."

- (el) Γιώργος Δανιήλ, Αιγλη και ′ Αγχος : Το έργο του Νίκου Καχτίτση 1926-1970 - meletes, anekdota keimena, eikones, Αθήνα, 1986.
— (George Thaniel, 1938-1991, Aigli xai Angos : "Radiance and Anguish: The Work of Nikos Kachtitsis…"  /  « L'éclat et le stress : L'œuvre de Nick Kachtitsi 1926-1970… »)